# Тојама
Тојама (јап. 富山市) град је у Јапану у префектури Тојама. Према попису становништва из 2005. у граду је живело 421.156 становника.

## Становништво
Према подацима са пописа, у граду је 2005. године живело 421.156 становника.
| 1995.   | 2000.   | 2005.   |
| ------- | ------- | ------- |
| 417.595 | 420.804 | 421.156 |